# Trammuseum (Helsinki)
Het Trammuseum (Fins: Ratikkamuseo/Zweeds: Spåramuseet) is een museum in de Finse hoofdstad Helsinki.
Het museum bevindt zich in een tramremise uit 1900 in de buurt van de oudste tramlijn van Helsinki. Het laat de geschiedenis zien van openbaar vervoer in de binnenstad aan de hand van museumtrams, modellen en foto's. Het museum wordt beheerd door het Stadsmuseum van Helsinki.
Stadsmuseum · Villa Hakasalmi · Ruiskumestarin talo · Arbeiderswoningmuseum · Trammuseum · Kinderstad